# Laver Cup 2021
Laver Cup 2021 byl čtvrtý ročník tenisové soutěže dvou šestičlenných mužských týmů, který se konal v bostonské hale TD Garden mezi 24. až 26. zářím 2021 na dvorci s tvrdým povrchem. V devíti z plánovaných dvanácti zápasů se utkali hráči Evropy s tenisty výběru světa. Kapitány družstev se počtvrté staly tenisové legendy a bývalí rivalové, Švéd Björn Borg na straně Evropy a Američan John McEnroe ve výběru světa. Jejich zástupci pak Thomas Enqvist a Patrick McEnroe.
Původně určený termín na září 2020 byl o rok odložen kvůli pandemii covidu-19 a kolizi s přesunutým French Open 2020, jehož kvalifikace začala až 21. září.
Počtvrté v řadě vyhrála Evropa nejdominantnějším rozdílem bodů 14–1. Nejvyšším počtem pěti bodů přispěl evropským vítězům Alexander Zverev, který ovládl dvě dvouhry a spolu s Rubljovem i sobotní čtyřhru. Naopak páteční debl po boku Berrettiniho prohrál. 

## Výběr tenistů
Původně prvním potvrzeným účastníkem v evropském týmu se 28. února 2020 stal Roger Federer. Na okruhu však po Wimbledonu 2021 absentoval kvůli pokračujícím potížím s kolenem a 15. srpna 2021 se definitivně odhlásil. Přesto byl během střetnutí v TD Garden přítomen. Rafael Nadal odstoupil pro zranění nohy. Sezónu předčasně ukončil na srpnovém Citi Open 2021. Novak Djoković odřekl účast pro vytížení, když vypadl v semifinále odložené tokijské olympiády a ve finále US Open 2021.
Rakušan Dominic Thiem přislíbil nejdříve účast 24. listopadu 2020, ale pro dlouhodobé poranění zápěstí byl nucen start 18. srpna 2021 odvolat. Ital Matteo Berrettini se k Evropanům připojil 16. července 2021 po finálové účasti ve Wimbledonu. O pět dní později se prvními členy světové ekipy stali Kanaďané Denis Shapovalov s Félixem Augerem-Aliassimem a Argentinec Diego Schwartzman. Němec Alexander Zverev potvrdil bostonskou přítomnost 13. srpna 2021 po zisku olympijského zlata. Den poté se evropskou jedničkou a nejvýše postaveným účastníkem stal Rus Daniil Medveděv, figurující na druhém místě žebříčku. Poslední evropské nominace pak 18. srpna získali Řek Stefanos Tsitsipas, Rus Andrej Rubljov a Nor Casper Ruud. Světový výběr 19. srpna 2021 zkompletovali Američané Reilly Opelka s Johnem Isnerem a Australan Nick Kyrgios.

## Týmy

### Evropa
| Tenista            | stát               | ATP  | tituly 2021                                                                            | potvrzení účasti  |
| Daniil Medveděv    | Rusko              | 2.   | Open 13 Mallorca Championships National Bank Open US Open                              | 14. srpna 2021    |
| Stefanos Tsitsipas | Řecko              | 3.   | Monte-Carlo Masters Lyon Open                                                          | 18. srpna 2021    |
| Alexander Zverev   | Německo            | 4.   | Abierto Mexicano Telcel Mutua Madrid Open Letní olympijské hry Western & Southern Open | 13. srpna 2021    |
| Andrej Rubljov     | Rusko              | 5.   | Rotterdam Open                                                                         | 18. srpna 2021    |
| Matteo Berrettini  | Itálie             | 7.   | Serbia Open cinch Championships                                                        | 16. července 2021 |
| Casper Ruud        | Norsko             | 10.  | Geneva Open Nordea Open Swiss Open Gstaad Generali Open Kitzbühel                      | 18. srpna 2021    |
| Náhradníci         |                    |      |                                                                                        |                   |
| Feliciano López    | Španělsko          | 110. |                                                                                        |                   |
| Cameron Norrie     | Spojené království | 28.  | Los Cabos Open                                                                         |                   |

### Svět
| Tenista               | stát          | ATP  | tituly 2021         | potvrzení účasti  |
| Félix Auger-Aliassime | Kanada        | 11.  |                     | 21. července 2021 |
| Denis Shapovalov      | Kanada        | 12.  |                     | 21. července 2021 |
| Diego Schwartzman     | Argentina     | 15.  | Argentina Open      | 21. července 2021 |
| Reilly Opelka         | Spojené státy | 19.  |                     | 19. srpna 2021    |
| John Isner            | Spojené státy | 22.  | Truist Atlanta Open | 19. srpna 2021    |
| Nick Kyrgios          | Austrálie     | 95.  |                     | 19. srpna 2021    |
| Náhradníci            |               |      |                     |                   |
| Jack Sock             | Spojené státy | 164. |                     |                   |
| Lloyd Harris          | Jižní Afrika  | 31.  |                     | ´                 |

## Program
| Laver Cup 2021                      |                                    |                                |                            |      |        |
| Zápas                               | Evropa                             | Svět                           | výsledek                   | stav | zdroj  |
| Pátek – 24. září (1 bod za výhru)   |                                    |                                |                            |      |        |
| 1. dvouhra                          | Casper Ruud                        | Reilly Opelka                  | 6–3, 7–6(7–4)              | 1:0  | [ 11 ] |
| 2. dvouhra                          | Matteo Berrettini                  | Félix Auger-Aliassime          | 6–7(3–7), 7–5, [10–8]      | 2:0  | [ 12 ] |
| 3. dvouhra                          | Andrej Rubljov                     | Alex de Minaur                 | 4–6, 6–3, [11–9]           | 3:0  | [ 13 ] |
| 1. čtyřhra                          | Matteo Berrettini Alexander Zverev | John Isner Denis Shapovalov    | 6–4, 6–7(2–7), [1–10]      | 3:1  | [ 14 ] |
| Sobota – 25. září (2 body za výhru) |                                    |                                |                            |      |        |
| 4. dvouhra                          | Stefanos Tsitsipas                 | Nick Kyrgios                   | 6–3, 6–4                   | 5:1  | [ 15 ] |
| 5. dvouhra                          | Alexander Zverev                   | John Isner                     | 7–6(7–5), 6–7(6–8), [10–5] | 7:1  | [ 16 ] |
| 6. dvouhra                          | Daniil Medveděv                    | Denis Shapovalov               | 6–4, 6–0                   | 9:1  | [ 17 ] |
| 2. čtyřhra                          | Andrej Rubljov Stefanos Tsitsipas  | John Isner Nick Kyrgios        | 6–7(8–10), 6–3, [10–4]     | 11:1 | [ 18 ] |
| Neděle – 26. září (3 body za výhru) |                                    |                                |                            |      |        |
| 3. čtyřhra                          | Andrej Rubljov Alexander Zverev    | Reilly Opelka Denis Shapovalov | 6–2, 6–7(4–7), [10–3]      | 14:1 | [ 19 ] |
| 7. dvouhra                          |                                    |                                | nehráno                    |      |        |
| 8. dvouhra                          |                                    |                                | nehráno                    |      |        |
| 9. dvouhra                          |                                    |                                | nehráno                    |      |        |

| Vítěz             |
| Evropa – 4. titul |
| Evropa–Svět 4:0   |

## Exhibice
V důsledku jediného odehraného zápasu během třetího dne, jenž rozhodl o vítězi, se po slavnostním ceremonilu konala závěrečná exibiční čtyřhra.
| Zápas             | Evropa                      | Svět                                    | výsledek |
| Neděle – 26. září |                             |                                         |          |
| Exhibiční čtyřhra | Casper Ruud Daniil Medveděv | Félix Auger-Aliassime Diego Schwartzman | 3–6, 3–6 |

## Statistiky
| Tenista               | tým    | stát      | zápasy | bilance zápasů | bilance zápasů | bilance zápasů | bilance bodů | bilance bodů | bilance bodů |
| Tenista               | tým    | stát      | zápasy | dvouhra        | čtyřhra        | celkem         | dvouhra      | čtyřhra      | celkem       |
| Félix Auger-Aliassime | Svět   | Kanada    | 1      | 0–1            | 0–0            | 0–1            | 0–1          | 0–0          | 0–1          |
| Matteo Berrettini     | Evropa | Itálie    | 2      | 1–0            | 0–1            | 1–1            | 1–0          | 0–1          | 1–1          |
| John Isner            | Svět   | USA       | 3      | 0–1            | 1–1            | 1–2            | 0–2          | 1–2          | 1–4          |
| Nick Kyrgios          | Svět   | Austrálie | 2      | 0–1            | 0–1            | 0–2            | 0–2          | 0–2          | 0–4          |
| Daniil Medveděv       | Evropa | Rusko     | 1      | 1–0            | 0–0            | 1–0            | 2–0          | 0–0          | 2–0          |
| Reilly Opelka         | Svět   | USA       | 2      | 0–1            | 0–1            | 0–2            | 0–1          | 0–3          | 0–4          |
| Andrej Rubljov        | Evropa | Rusko     | 3      | 1–0            | 2–0            | 3–0            | 1–0          | 5–0          | 6–0          |
| Casper Ruud           | Evropa | Norsko    | 1      | 1–0            | 0–0            | 1–0            | 1–0          | 0–0          | 1–0          |
| Diego Schwartzman     | Svět   | Argentina | 1      | 0–1            | 0–0            | 0–1            | 0–1          | 0–0          | 0–1          |
| Denis Shapovalov      | Svět   | Kanada    | 3      | 0–1            | 1–1            | 1–2            | 0–2          | 1–3          | 1–5          |
| Stefanos Tsitsipas    | Evropa | Řecko     | 2      | 1–0            | 1–0            | 2–0            | 2–0          | 2–0          | 4–0          |
| Alexander Zverev      | Evropa | Německo   | 3      | 1–0            | 1–1            | 2–1            | 2–0          | 3–1          | 5–1          |